# گرتا کلر (زمین‌شناس)
گرتا کلر (زادهٔ ۷ مارس ۱۹۴۵) زمین‌شناس و فسیل‌شناس برجسته‌ای است که تحقیقاتش بر فاجعه‌های جهانی و انقراض‌های جمعی متمرکز بوده‌اند. او از سال ۱۹۸۴ به‌عنوان استاد علوم زمین در دانشگاه پرینستون مشغول تدریس بود و در ژوئیه ۲۰۲۰ به مقام استاد بازنشسته دست یافت.
کلر نظریه مطرحِ فرضیه آلوارز را به چالش کشید؛ نظریه‌ای که بیان می‌کند برخورد شهاب‌سنگ چیکشلوب یا جرمی آسمانی، علت اصلی رویداد انقراض کرتاسه-پالئوژن بوده است. کلر معتقد است این برخورد پیش از وقوع انقراض رخ داده و احتمالاً آتشفشان‌های دکان و پیامدهای زیست‌محیطی آن‌ها عامل اصلی انقراض بوده‌اند، گرچه تأثیر برخورد نیز ممکن است این مسئله را تشدید کرده باشد.
کلر، که به‌عنوان یکی از صاحب‌نظران برجسته در حوزه فجایع و انقراض‌های جمعی شناخته می‌شود، تأثیرات زیستی و محیطی برخوردها و آتشفشان‌ها را در آثار خود به‌طور گسترده بررسی کرده است. نزدیک به نیمی از ۳۰۰ مقاله منتشر شده او به مسئله برخورد شهاب‌سنگ و آتشفشان پرداخته‌اند.

## اوایل زندگی و تحصیل
کلر در سوئیس در یک مزرعه لبنی بزرگ شد و ششمین فرزند از میان ۱۲ فرزند بود. او در شرایط فقر رشد کرد. در مدرسه‌ای کوچک با یک کلاس که در آن آموزش می‌دید، پسران در زمینه ریاضی و علوم آموزش داده می‌شدند، در حالی که دختران مهارت‌هایی مانند آشپزی و نظافت را فرا می‌گرفتند، که برای تبدیل شدن به یک خانه‌دار مناسب نیاز داشتند.
اشتیاق کلر به یادگیری باعث شد تا کتاب‌های درسی اختصاص‌داده‌شده به خواهر و برادرهای بزرگ‌ترش را مطالعه کند و خلاصه‌هایی از مواد آموزشی برای آنان آماده کند.
کلر از سن ۱۴ سالگی وارد یک مدرسه حرفه‌ای شد و در آنجا خیاطی را فرا گرفت. در این مدرسه، او علیه قوانینی اعتراض کرد که دانش‌آموزان دختر را ملزم به پوشیدن دامن می‌کردند. این اعتراض به دلیل این بود که او روزانه سه مایل با دوچرخه تا مدرسه رفت‌وآمد می‌کرد و می‌خواست بتواند از سرما محافظت کند.
دانش‌آموزان دختر در نهایت حق پوشیدن شلوار را به دست آوردند و این تصمیم از آن زمان به بعد اجرا شد.
پس از دریافت مدرک حرفه‌ای در سن ۱۷ سالگی، کلر در پیر کاردین مشغول به کار شد و با دستمزدی معادل ۲۵ سنت در ساعت، لباس‌های لوکسی می‌دوخت که تا ۱۰۰۰ دلار به فروش می‌رسیدند، در حالی که خودش بابت هر لباس تنها ۱۲ دلار دریافت می‌کرد.
او به دور دنیا سفر کرد، زبان انگلیسی را آموخت و ابتدا در انگلستان مشغول به کار شد، سپس به آفریقای شمالی، اسپانیا و استرالیا سفر کرد. در سال ۱۹۶۵ در جریان سرقت مسلحانه از یک بانک در استرالیا هدف گلوله قرار گرفت، اما نجات یافت. او در حالی که در بخش مراقبت‌های ویژه بیمارستان به هوش آمد، با یک کشیش روبه‌رو شد که او را تشویق به اعتراف می‌کرد و به او می‌گفت که قرار است بمیرد.
پس از استقرار در سانفرانسیسکو در سال ۱۹۶۸، کلر از شلیک‌ها و گاز اشک‌آوری که در اعتراضات دانشجویی استفاده می‌شد، «وحشت‌زده» شد؛ به همین دلیل تصمیم گرفت بر آموزش تمرکز کند و در آزمون دیپلم معادل دبیرستان شرکت کرد.
او مدرک کارشناسی خود را از دانشگاه ایالتی سانفرانسیسکو دریافت کرد و در سال ۱۹۷۸ دکترای زمین‌شناسی و فسیل‌شناسی خود را از دانشگاه استنفورد به پایان رساند.